# Pierre Formi
Pierre Formi ou Formy, est un médecin français né au début du XVIIe siècle à Nîmes. Il écrit un traité sur le capillaire en 1644. Il meurt dans sa ville natale le 5 juillet 1679.

## Biographie

### Enfance et formation
Dès son enfance, Pierre Formi, dont le père était ministre à Mauguio, montra une grande aptitude pour les sciences, surtout pour la médecine. Ses parents eurent le bon esprit de ne pas contrarier son inclination, et ils l’envoyèrent à Montpellier où il fit ses études avec une approbation générale. Il séjourna une vingtaine d’années à Montpellier.

### Vie de famille
Il épousa d’abord Marie de Saliens le 31 janvier 1649. À la mort de celle-ci, le 4 mai de la même année, il se remaria le 17 avril 1652, avec la fille du célèbre professeur Samuel Petit et de Catherine de Cheyron, Antoinette Petit, alors âgée de 27 ans, dont il eut deux fils.

### Sa carrière de médecin
Trois ans après, Formi vint s’établir définitivement à Nîmes où il exerça la médecine avec tant de succès que sa réputation se répandit dans toute l’Europe. Le prince Gustave-Adolphe, lors de son voyage en France, le prit pour médecin et se fit accompagner par lui aux bains de La Mausson. Il lui offrit même de l’emmener en Suède, mais Formi ne put se résoudre à quitter sa patrie.
En 1644, il publia un savant traité sur le capillaire, sous le titre : De l’adianton ou cheveu de Vénus, contenant la description, les utilités et les diverses préparations galéniques et spagyriques de cette plante, ouvrage qui eut beaucoup de succès.

### Autres passions
Quoiqu’il eût fait de la médecine son étude principale, Formi ne laissa pas de cultiver la littérature. Outre une vie de Samuel Petit, qu’il mit au jour sous le titre de Vita Samuelis Petiti, professoris theologi in academiâ Nemausensi, Gratianop., 1673, in-4°, en la dédiant à l’université d’Oxford, il a laissé en manuscrit un traité sur l’Art de bien former le discours, enrichi d’une courte et claire suite d’exemples, pour l’usage familier de tous ceux qui désirent lire, entendre ou imiter l’artifice et les ornements des anciens et nouveaux maîtres de l’éloquence.
Il ne négligea pas non plus la poésie, comme le prouve un petit recueil de poésies latines et françaises qu’il avait promis de publier sous le titre de : Florilegium heliconium, sive musæ latinæ et gallicæ. Enfin il avait composé un ouvrage singulier qu’il se proposait de dédier aux villes de Berne et Zurich, mais qui resta également inédit, intitulé Histoire de l’homme et de ses divers états, naturel, moral et surnaturel.

### L'orgueil de son ouvrage
Formi s’était acquis une grande réputation par ses talents, mais également de nombreux ennemis par sa causticité. Formi avait une haute idée de sa valeur ; la confiance que lui avait témoignée le prince Gustave-Adolphe, l’ouvrage qu’il avait publié en 1644, l’avaient enivré d’orgueil. Au lieu de se concilier, par des marques de déférence, la sympathie de ses confrères, il les blessa par l’affectation de son dédain, et eût vécu à cet égard dans l’isolement le plus complet, si Gib, plus lettré que praticien, n’eût quelquefois partagé sa table.

## Publications
- De l’adianton ou cheveu de Vénus, contenant la description, les utilités et les diverses préparations galéniques et spagyriques de cette plante, 1644.Buchoz a réédité cet ouvrage rare et curieux, avec le De l’origine des macreuses  d’André Graindorge, sous le titre de Traités très-rares concernant l’histoire naturelle, Paris, 1780, in-12.

## Sources
- E. Haag, La France protestante : ou Vies des protestants français qui se sont fait un nom dans l’histoire depuis les premiers temps de la réformation jusqu’à la reconnaissance du principe de la liberté des cultes par l’Assemblée nationale, t. 5, Joël Cherbuliez, 1888, 560 p., p. 151-2.
- Mémoires de l’Académie du Gard, Nîmes, Clavel-Ballivet, 1878,  p.955, p. 866.